# Arnold Fiechter

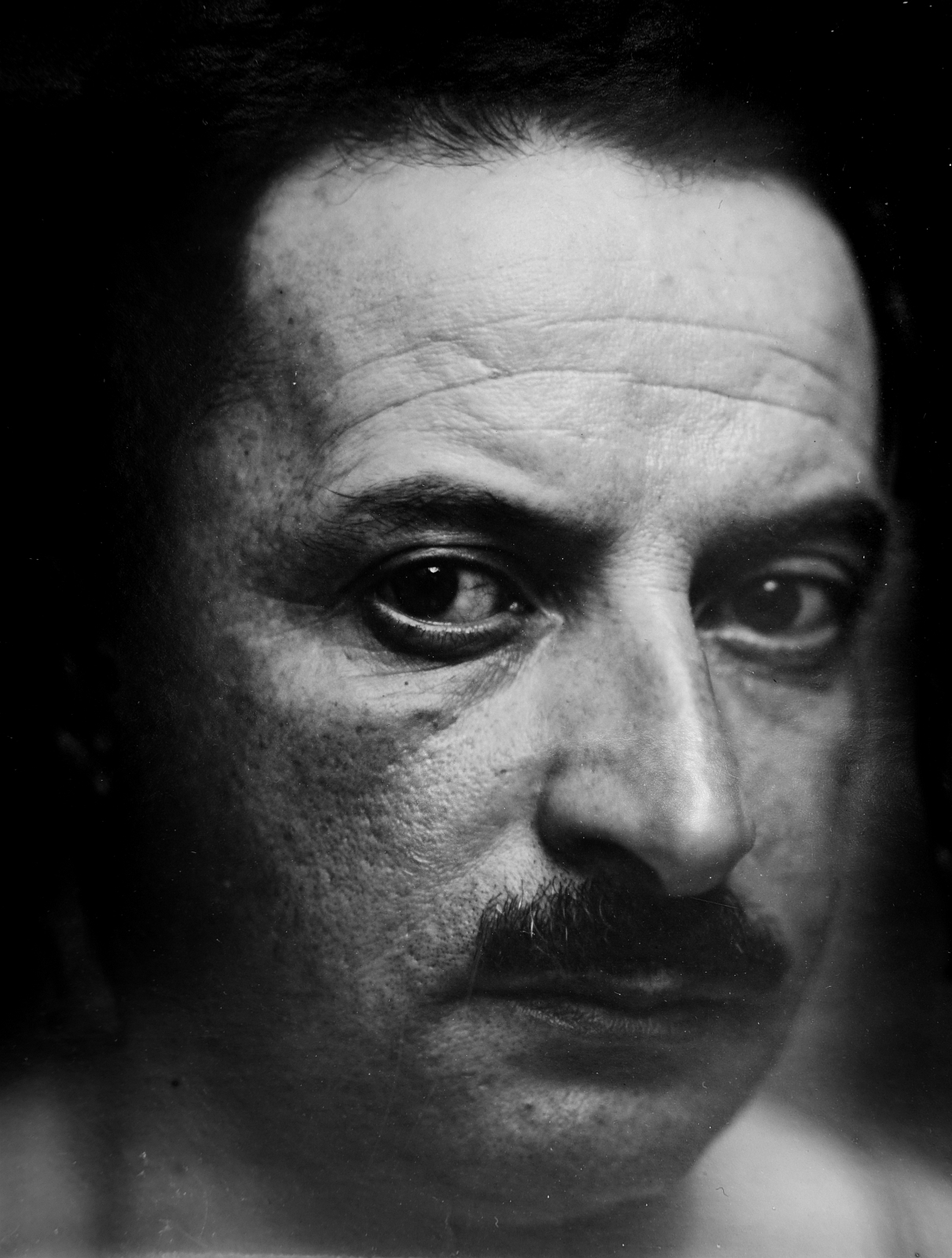
Arnold Fiechter

Gustav Arnold Fiechter (* 18. Juli 1879 in Sissach; † 5. April 1943 in Basel; heimatberechtigt in Böckten) war ein Schweizer Maler und Lehrer an der Gewerbeschule in Basel.

## Leben und Werk
Arnold Fiechter wuchs die ersten zwölf Jahre mit seiner Schwester Elise (1875–1962) in Sissach auf. Nach dem frühen Tod seiner Mutter 1891 heiratete sein Vater Arnold Fiechter-Niederhauser, der als Bandwebermeister arbeitete, die Witwe Elisabeth Schneider. Kurze Zeit später übersiedelten sie nach Kleinbasel.
Bei seinem kinderlosen Onkel absolvierte Arnold Fiechter von 1894 bis 1897 eine Flachmalerlehre in Sarnen und arbeitete als Dekorationsmaler in der Zentralschweiz.
Danach studierte er an der Gewerbeschule Basel bei Fritz Schider und lernte Alfred Bloesch (1890–1967) kennen, mit dem ihn eine lebenslange Freundschaft verband. Kaum 20-jährig, konnte Arnold Fiechter seine Aquarelle in der Kunsthalle Basel ausstellen.
Es folgten erste Studienaufenthalte in Paris, Südfrankreich und Italien. Von 1902 bis 1903 studierte Arnold Fiechter bei Hermann Groeber und von 1906 bis 1911 bei Moritz Heymann in München.

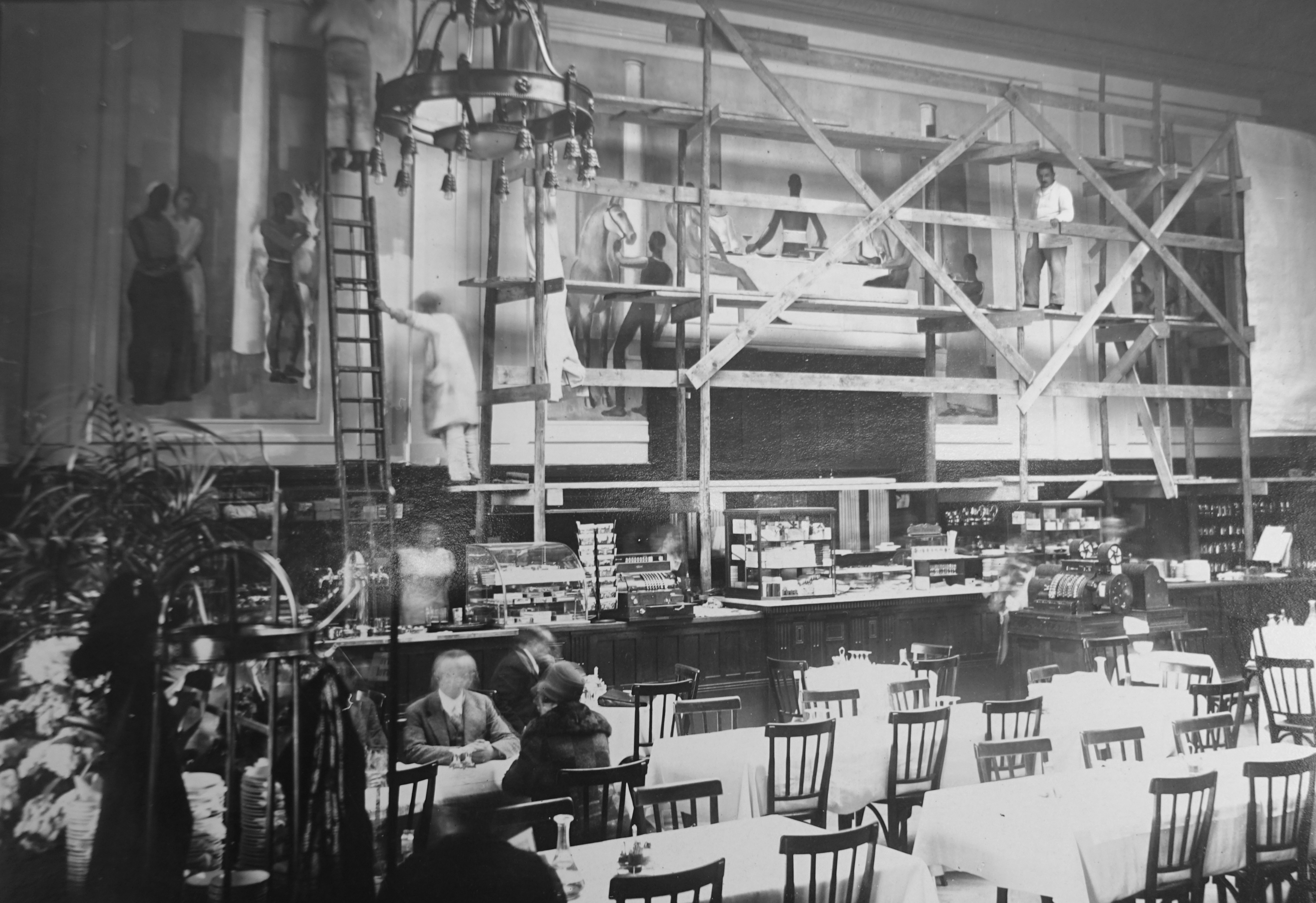
Triptychon, Das Gastmahl

Ab 1911 war Arnold Fiechter als Kunstmaler in Basel tätig. Seine bevorzugten Motive waren hauptsächlich Landschafts- und Alltagsszenen aus der Umgebung von Basel, dem Jura und dem Markgräflerland. Sein Stil war gegenständlich mit Einflüssen von Paul Gauguin und Paul Cézanne, Ferdinand Hodler und Cuno Amiet. Bis 1908 malte Arnold Fiechter vor allem Aquarelle, später kamen Ölbilder hinzu. 1913 wurde er zu einer Aquarellausstellung nach Dresden eingeladen. 1913 und 1914 bekam er ein Eidgenössisches Kunststipendium.
Arnold Fiechter entwickelte aus Goethes Farbenlehre heraus eine eigene Farbtheorie. Von 1915 bis 1943 war er Hauptlehrer in den Malklassen der Gewerbeschule Basel. Sein Nachfolger wurde der Maler Heinrich Müller. Viele der Basler Künstler, u. a. Jean-François Comment, Kurt Volk, Irène Zurkinden, Jakob Strasser, Hans Weidmann, Max Kämpf, Hermann Anselment, Albert Schnyder oder Hamid Zaki (1909–1968), wurden von Arnold Fiechter unterrichtet.
1922 erhielt Arnold Fiechter vom Kunstkredit Basel-Stadt den Auftrag zu einem Wandgemälde im Bahnhofbuffet-Saal der 1. Klasse in Basel. Da für diese Arbeit sein Atelier zu klein war, mietete er sich in eine Halle in der Mustermesse ein. Dort schuf er die nächsten vier Jahre am Triptychon-Ölgemälde Das Gastmahl (600 cm × 700 cm, 2 × 170 cm × 370 cm). Das Wandgemälde zeugt vom starken Einfluss italienischer Quattrocento-Malerei, die damals vielen Basler Künstlern als Vorbild diente. Wegen Feuchtigkeit erlitt das Gemälde grossen Schaden und wurde entfernt und erst 1953 restauriert, auf Einzelplatten montiert und am alten Standort wieder angebracht.

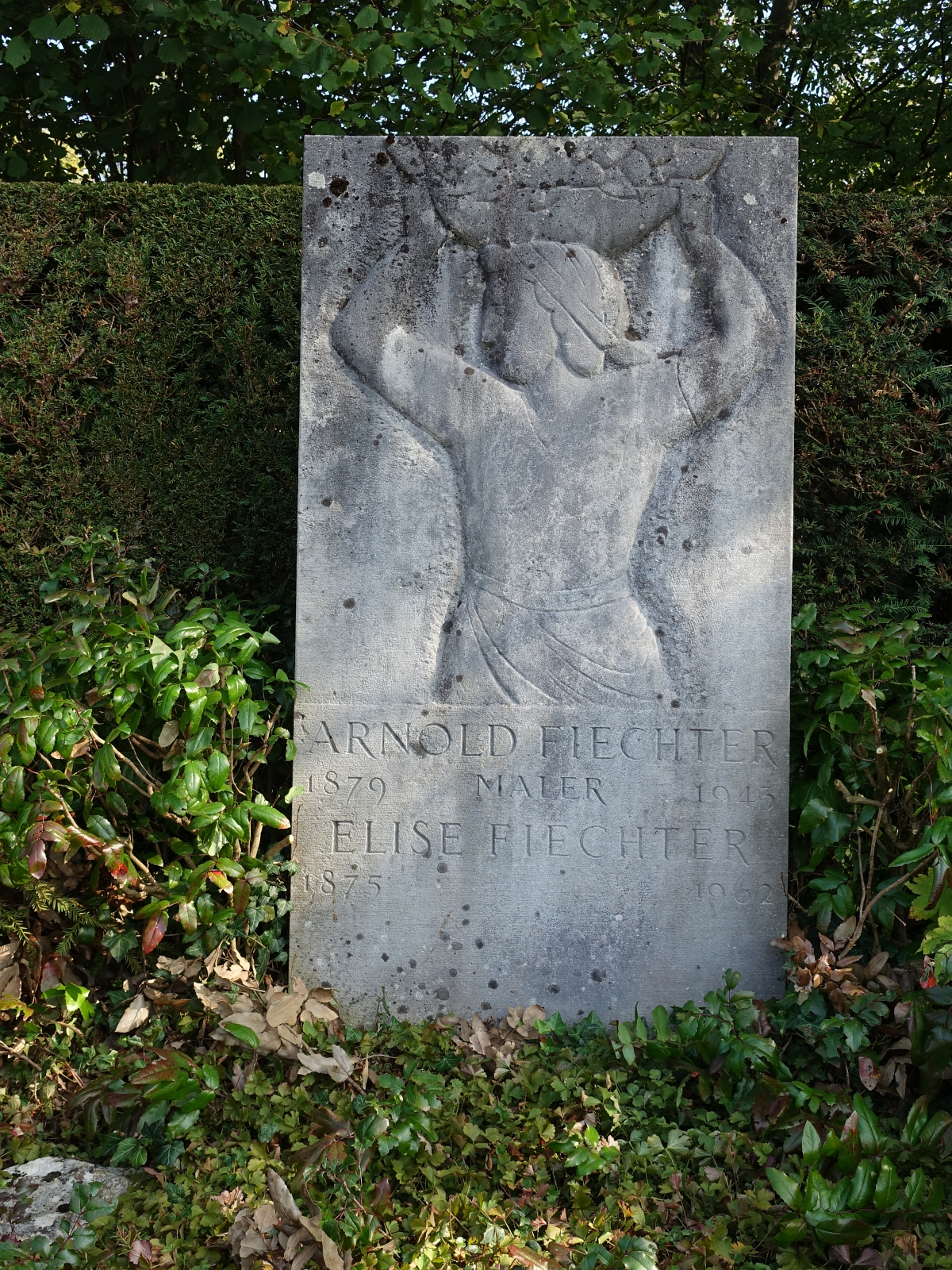
Grab, Friedhof am Hörnli

1935 stellte Arnold Fiechter achtundneunzig seiner Bilder, die die Jahre 1909 bis 1935 umfassten, in einer von Lucas Lichtenhan betreuten Ausstellung in der Kunsthalle Basel aus.
Arnold Fiechter vermachte dem Kanton Baselland mehrere grossformatige Bilder. Seine letzte Ruhestätte fand er zusammen mit seiner Schwester Elise Fiechter (1875–1962) auf dem Friedhof am Hörnli.